# زالشه گورنه
زالشه گورنه (به لهستانی:  Zalesie Górne) یک منطقهٔ مسکونی در لهستان است که در گمینا پیاسچنو واقع شده‌است.